# Baiersbronn
Baiersbronn là một xã ở huyện Freudenstadt ở bang Baden-Württemberg in southern thuộc nước Đức. Đô thị này có diện tích 189,7 km², dân số thời điểm 31 tháng 12 năm 2006 là 16.080 người. Đô thị này nằm ở rừng Black bên sông Murg.
Baiersbronn gồm 9 làng:
- Baiersbronn
- Friedrichstal
- Huzenbach
- Klosterreichenbach
- Mitteltal
- Obertal
- Röt-Schönegründ
- Schönmünzach-Schwarzenberg
- Tonbach